# Babarunka
Babarunka (románul: Babarunca) szórványtelepülés Brassó megye határán, a Csukás-hegység alatt, mely az azonos nevű turistaház körül alakult ki a 20. század közepén. Közigazgatásilag Négyfalu városnegyedének számít. Orbán Balázsnál Babaronka néven jelenik meg.

## Elnevezése
Román átvétel, a babă jelentése öregasszony, a runc pedig irtás, tisztás, így a Baba lui Runca „a tisztás anyókáját” jelenti. A helyiek szerint egy bölcs öregasszonyra utal az elnevezés, aki az idők hajnalán ezen a helyen lakott. Daczó Lukács Árpád véleménye szerint azonban az előtag a szépséget, tisztaságot jelentő ősmagyar babba szóból ered (vö. Babba Mária), a név pedig egy olyan tisztásra utal, ahova a csángók Mária-búcsúra jártak.
A névvel eredetileg az itt átfolyó patakot, a Csukás-hegység egyik vízgyűjtőjét illették, majd jelentésköri tágulással a környék erdőrészeire is kiterjedt. 1888-ban Babarunka megjelenik az Osztrák–Magyar Monarchia és a Román Királyság közötti határszakasz leírásában. A patakról és az erdőrészről nevezték el az 1939-ben épült turistaházat, majd a körülötte kialakuló települést.

## Fekvése
Brassó megye déli határán, a DN1A főút mentén található, Négyfalu városközpontjától 20, Prahova megye határától 6 kilométerre. Tengerszint feletti magassága 928 méter.

## Története
A Hosszúfaluhoz tartozó Babarunka-erdőrészben már régóta folyt a fakitermelés, a patak völgyében pedig a Csukásra tartó erdészutat is létrehoztak. 1906-ban erdészházat építettek, melyet 1939-ben turistaházzá alakítottak át (a Csukás akkoriban még igen távol esett a lakott területektől, így a természetjárók számára fontos volt egy menedékház a hegység lábánál). 1940-ben sajtgyárat építettek. A környéken már ekkor is volt egy kisebb telep, melyet Székely Géza meg is említ egy 1940-es cikkben (Babarunca-telep).
Bár Babarunka Hosszúfaluhoz (ma Négyfalu része) tartozott, a román közigazgatás 1956 után önálló településnek nyilvánította, azonban később ismét Négyfalu része lett.
Babarunkán számos versenyt (tájfutás, síelés, rallye bajnokság) rendeztek, hegyimentő őrállomás is alakult, emellett a környék híres volt a vadászatról is, és esztenát is létesítettek. 1967-ben vízgyűjtő tavat és mikroerőművet akartak építeni, azonban ezek nem készültek el. Az 1989-es rendszerváltás után a menedékházat és a sajtgyárat bezárták és elpusztultak. A 21. században a település főként hétvégi- és lakóházakból áll.